# امین صفی‌خانوف
امین صفی‌خانوف (اوکراینی: Емін Шахін огли Сафіханов؛ زادهٔ ۱۹ دسامبر ۱۹۹۹) بازیکن فوتبال اهل اوکراین است.